# Christmas Cupid
Christmas Cupid (bra: Um Cupido no Natal) é um telefilme norte-americano de 2010, do gênero comédia romântico-fantástica, dirigido por Gil Junger, com roteiro de Aury Wallington baseado no romance A Christmas Carol, de Charles Dickens.
Estrelado por Christina Milian, Ashley Benson e Chad Michael Murray, Christmas Cupid foi lançado em 12 de dezembro de 2010 pelo canal ABC Family.

## Elenco
- Christina Milian .... Sloane Spencer
- Ashley Benson .... Caitlin Quinn
- Chad Michael Murray .... Patrick
- Jackée Harry .... Mom
- Ashley Johnson .... Jenny
- Burgess Jenkins .... Andrew
- Ryan Sypek .... Jason
- Teairra Monroe .... Jada
- Justin Smith .... Ed
- Cara Mantella .... Ella

## Sinopse
A vida da bela e bem-sucedida publicitária Sloane Spencer vira de cabeça pra baixo quando um de seus clientes morre e, como fantasma, passa a atormentá-la para que se apaixone antes do Natal.

## Recepção
No geral, Christmas Cupid recebeu uma crítica positiva. Em sua estreia, o filme alcançou 3,4 milhões de telespectadores.